# Dollar Tree
Dollar Tree, Inc. — американская сеть магазинов фиксированной цены, продающая товары по цене 1 доллар. Штаб-квартира компании расположена в Чесапике (Виргиния), а сама сеть входит в список Fortune 500 и насчитывает 13 600 магазинов в 48 штатах США и в Канаде. Магазины компании работают под названиями Dollar Tree и Dollar Bills. Кроме того, сети принадлежат дискаунтеры Deals.

## История
В 1954 году Кей Ар Перри открыл магазин фиксированных цен Ben Franklin в Норфорлке (Виргиния), который позже стал известен как K&K 5&10.
В 1970 году Кей Ар Перри, Даг Перри и Мэкон Брок основали компанию K&K Toys и вскоре их сеть насчитывала 130 магазинов по всему Восточному побережью США.
В 1986 году Даг Перри, Брок и Рей Комптон основали ещё одну сеть магазинов под названием Only $1.00; под этим названием работало пять магазинов в Джорджии, Теннесси и Виргинии.
В 1991 году корпорация решила сосредоточиться на развитии магазинов фиксированной цены и продало своё подразделение K&K компании KB Toys.
В 1993 году сеть сменила название с Only $1.00 на Dollar Tree Stores с целью иметь возможность в будущем продавать товары по разным ценам. В это же время часть компании была продана частной фирме SKM partners.
5 марта 1995 года Dollar Tree, Inc. разместила свои акции на бирже NASDAQ; капитализация компании составила 225 млн долларов.
В 1996 году Dollar Tree поглотила чикагскую сеть Dollar Bill$, Inc., насчитывавшую 136 магазинов, в 1998 году —98-Cent Clearance Centers, а в 1999 году — Only $One.
В ноябре 2010 года Dollar Tree объявили о покупке канадской сети Dollar Giant, которая насчитывала 86 магазинов в Британской Колумбии, Онтарио, Манитобе, Альберте и Сасктчеване.
28 июля 2014 года компания объявила, что предложила 9,2 млрд долларов для покупки конкурирующей сети Family Dollar. 18 августа 2014 ещё одна сеть — Dollar General — предложила 9,7 млрд долларов Family Dollar, однако совет директоров компании отклонил его, сообщив, что намерен заключить сделку именно с Dollar Tree.
В январе 2015 года Dollar Tree объявили о продаже 300 магазинов для того, чтобы антимонопольный комитет США не наложил вето на покупку Family Dollar; в июне компания согласилась продать 330 магазинов частной компании Sycamore Partners.

## Бизнес-стратегия
Dollar Tree предлагает товары по самым низким ценам. Компания утверждает, что смогла добиться этого, потому что их покупатели «тяжело работают, чтобы найти лучшие предложения у них», и имеет «большой контроль над огромной покупательной способностью одного доллара». Цены сети в первую очередь рассчитаны для привлечения людей с низким доходом, однако они также стали популярными и среди более богатых клиентов.

## Особенности
- Специфика ценообразования в США, где налог с продаж не включён в цену, а идёт после Subtotal и установлен на уровне штата. Также могут быть освобождены некоторые товары, как в Бостоне чай. Соответственно, в разных штатах разные цены.
- 23 ноября 2021 года в связи с инфляцией компания объявила о повышении цены на товары до 1,25$[9].